# پیا سوندهاگه
پیا ماریان سوندهاگه (به سوئدی: Pia Mariane Sundhage) (زادهٔ فوریهٔ ۱۹۶۰) بازیکن پیشین تیم ملی فوتبال زنان سوئد است. پست تخصصی او مهاجم بوده‌است. اما با این وجود در نقش هافبک و مدافع نیز به میدان رفته‌است. سوندهاگه از سال ۲۰۰۸ تا ۲۰۱۲ سرمربیگری تیم ملی فوتبال زنان ایالات متحده را برعهده داشت که در این میان موفق شد با این تیم دو بار به قهرمانی المپیک و یک بار به نایب قهرمانی جام جهانی زنان برسد. وی در اول دسامبر ۲۰۱۲ به عنوان سرمربی تیم ملی فوتبال زنان سوئد انتخاب شد. پیا سوندهاگه در سال ۲۰۱۲ به عنوان مربی سال فیفا انتخاب شد.